# Andrew J. Katers
Andrew J. Katers ist ein US-amerikanischer Theater- und Filmschauspieler sowie Stuntman und Stunt Coordinator.

## Leben
Katers machte seinen Abschluss mit Nebenfach Schauspiel an der Colorado State University. Er arbeitete fünf Jahre lang als Elektroingenieur, ehe er sich einer Tätigkeit als Stuntman annahm. Er wurde in Schusswaffengebrauch und Kampfchoreographie ausgebildet und hat Kenntnisse in Wrestling, Muay Thai, Kickboxen, Jiu Jitsu, Catch Wrestling, Kali, Panantukan, Taekwondo und Boxen. 2011 hatte er eine Nebenrolle im Spielfilm Great Gain inne. Es folgte eine Reihe von Besetzungen in verschiedenen Kurzfilmen. 2014 wirkte er in zwei Episoden der Fernsehserie Anomaly in der Rolle des Calvin Baker mit. 2016 übernahm er die Hauptrolle des Colin im Katastrophenfernsehfilm Final Impact – Die Vernichtung der Erde. Im selben Jahr war er in insgesamt sechs Episoden der Fernsehserie The Partitioned in der Rolle des Red zu sehen. 2018 übernahm er mit der Rolle des zwielichtigen Abenteurers Nathan eine der Hauptrollen im Mockbuster Tomb Invader.
2019 fungierte er in der Fernsehserie Tom Clancy’s Jack Ryan als Stuntdouble von Allan Hawco. Im Folgejahr fungierte er als Stuntdouble für Sam Keeley in der Serie 68 Whiskey. Seit 2021 ist er als Stuntman für Cooper Barnes in der Fernsehserie Danger Force tätig. Seit demselben Jahr fungiert er für Logan Marshall-Green in der Serie Big Sky ebenfalls als Stuntman. Er wirkte an den Computerspielen Apex Legends, Rogue Company, Call of Duty: Black Ops Cold War, Call of Duty: Vanguard und Call of Duty: Modern Warfare II in verschiedenen Funktionen als Stuntman oder Stunt Coordinator mit.
Er wirkt an Theaterproduktionen am CSU Theater mit.

## Filmografie (Auswahl)

### Schauspiel
- 2011: Great Gain
- 2013: Rabbit Bones (Kurzfilm)
- 2013: Traveler (Kurzfilm)
- 2013: Heer-oh (Kurzfilm)
- 2013: The Edge (Kurzfilm)
- 2014: One Die Short (Kurzfilm)
- 2014: Anomaly (Fernsehserie, 2 Episoden)
- 2014: JCVDDV TimeCorps Recruitment Video (Kurzfilm)
- 2014: Jean Claude Van Damme's Damn Van (Kurzfilm)
- 2015: The 2nd Unit (Fernsehserie, Episode 1x05)
- 2015: Enhanced (Kurzfilm)
- 2015: The Stones We Throw (Kurzfilm)
- 2015: Survival Instinct (Kurzfilm)
- 2015: Dear Daughter (Kurzfilm)
- 2015: Inner Dimension (Fernsehserie, Episode 1x01)
- 2015: Hungry Ghosts (Kurzfilm)
- 2015: Hatchet Lady Crimes (Kurzfilm)
- 2016: The 2nd Unit: Threshold (Kurzfilm)
- 2016: My Crazy Ex (Fernsehserie, Episode 2x07)
- 2016: Genesis
- 2016: Final Impact – Die Vernichtung der Erde (Earthtastrophe, Fernsehfilm)
- 2016: The Partitioned (Fernsehserie, 6 Episoden)
- 2017: Unusual Suspects: Deadly Intent (Fernsehdokuserie, Episode 1x07)
- 2018: Land
- 2018: Tomb Invader (Fernsehfilm)
- 2018: Getaway (Kurzfilm)
- 2018: Zero (Kurzfilm)
- 2019: Killing Floor (Kurzfilm)
- 2020: In Hot Water (Kurzfilm)
- 2020: To Better Days (Kurzfilm)
- 2021: Strange Company
- 2021: HumBugs
- 2021: Echelon – Schism: Alpha (Kurzfilm)
- 2021: Survivor (Kurzfilm)
- 2022: Arena Breakout: Winner Takes All
- 2023: Chico & Rico: Animal Avengers (Kurzfilm)
- 2023: Sight: Extended – Ohne Limit (Sight: Extended)
- 2024: Prepare to Die
- 2024: Shark Warning
- 2024: Sanctuary (Kurzfilm)

### Stunts
- 2014: Jean Claude Van Damme's Damn Van (Kurzfilm)
- 2015: The Stones We Throw (Kurzfilm)
- 2019: Tom Clancy’s Jack Ryan (Fernsehserie, 8 Episoden)
- 2020: 68 Whiskey (Fernsehserie, 5 Episoden)
- 2021: Strange Company
- 2021: 9-1-1 (Fernsehserie, Episode 5x01)
- 2021–2022: Danger Force (Fernsehserie, 6 Episoden)
- 2021–2022: Big Sky (Fernsehserie, 4 Episoden)
- 2022: Gotham Knights (Computerspiel)
- 2022: Call of Duty: Modern Warfare II (Computerspiel)
- 2022: Call of Duty: Warzone 2.0 (Computerspiel)
- 2023: Forspoken (Computerspiel)
- 2023: Star Wars Jedi: Survivor (Computerspiel)
- 2023: Twisted Date
- 2023: Call of Duty: Modern Warfare III (Computerspiel)
- 2023: Rebel Moon – Teil 1: Kind des Feuers (Rebel Moon – Part One: A Child of Fire)
- 2024: Rebel Moon – Teil 2: Die Narbenmacherin (Rebel Moon – Part Two: The Scargiver)

## Theater (Auswahl)
- Baby Oh Baby, Regie: Phil Scarpaci
- For Whom the Southern Bell Tolls, CSU Theater
- Bent, Role of Horst, CSU Theater
- Hamlet, CSU Theater
- The Distance from Here, CSU Theater & KCACTF Festival.